# El Fresno, Guerrero
El Fresno är en ort i Mexiko.   Den ligger i kommunen Chilpancingo de los Bravo och delstaten Guerrero, i den södra delen av landet, 230 km söder om huvudstaden Mexico City. El Fresno ligger 1 957 meter över havet och antalet invånare är 1 107.
Terrängen runt El Fresno är bergig åt sydost, men åt nordväst är den kuperad. Runt El Fresno är det ganska tätbefolkat, med 120 invånare per kvadratkilometer. Närmaste större samhälle är Chilpancingo de los Bravo, 15,7 km nordost om El Fresno. I omgivningarna runt El Fresno växer huvudsakligen savannskog.